# MTV Video Music Awards 2004
Gli MTV Video Music Awards 2004 si sono svolti il 29 agosto 2004 alla AmericanAirlines Arena di Miami. Questa 21ª edizione dei noti premi è stata la prima edizione a non avere un presentatore.

## Esibizioni

### Pre-spettacolo
- Jadakiss (featuring Anthony Hamilton) - Why
- Ashlee Simpson - Pieces of Me
- New Found Glory - All Downhill from Here

### Spettacolo principale
- Usher (featuring Ludacris e Lil Jon) - Confessions Part II/Yeah!
- Jet - Are You Gonna Be My Girl
- Hoobastank - The Reason
- Yellowcard - Ocean Avenue
- Kanye West (featuring Chaka Khan e Syleena Johnson) - Jesus Walks/All Falls Down/Through the Fire
- Lil Jon & the East Side Boyz - Get Low
- Ying Yang Twins - Salt Shaker
- Petey Pablo - Freek-a-Leek
- Terror Squad (featuring Fat Joe) - Lean Back
- Jessica Simpson - With You/Angels
- Nelly (featuring Christina Aguilera) - Tilt Ya Head Back
- Alicia Keys (featuring Lenny Kravitz e Stevie Wonder) - If I Ain't Got You/Higher Ground
- The Polyphonic Spree - Hold Me Now
- OutKast - Prototype/The Way You Move/Ghettomusick/Hey Ya!

## Vincitori e candidati
I vincitori sono scritti in grassetto.

### Video dell'anno
- OutKast - Hey Ya!
- D12 - My Band
- Jay-Z - 99 Problems
- Britney Spears - Toxic
- Usher (featuring Lil Jon & Ludacris) - Yeah!

### Miglior video maschile
- Usher (featuring Lil Jon & Ludacris) - Yeah!
- Jay-Z - 99 Problems
- Prince - Musicology
- Justin Timberlake - Señorita
- Kanye West (featuring Syleena Johnson) - All Falls Down

### Miglior video femminile
- Beyoncé - Naughty Girl
- Christina Aguilera - The Voice Within
- Britney Spears -Toxic
- Alicia Keys - If I Ain't Got You
- Jessica Simpson - With You

### Miglior video di un gruppo
- No Doubt - It's My Life
- D12 - My Band
- Good Charlotte - Hold On
- Hoobastank - The Reason
- Maroon 5 - This Love

### Miglior video pop
- No Doubt - It's My Life
- Britney Spears - Toxic
- Hilary Duff - Come Clean
- Avril Lavigne - Don't Tell Me
- Jessica Simpson - With You

### Miglior video rap
- Jay-Z - 99 Problems
- 50 Cent (featuring Snoop Dogg & G-Unit) - P.I.M.P.
- D12 - My Band
- Lil Jon & the East Side Boyz (featuring Ying Yang Twins) - Get Low
- Ludacris - Stand Up

### Miglior video R&B
- Alicia Keys - If I Ain't Got You
- Beyoncé - Me, Myself and I
- Brandy Norwood (featuring Kanye West) - Talk About Our Love
- R. Kelly - Step in the Name of Love
- Usher - Burn

### Miglior video hip-hop
- OutKast - Hey Ya!
- Black Eyed Peas - Hey Mama
- Chingy (featuring Ludacris) - Holidae Inn
- Nelly (featuring Diddy & Murphy Lee) - Shake Ya Tailfeather
- Kanye West (featuring Syleena Johnson) - All Falls Down

### Miglior video dance
- Usher (featuring Lil Jon & Ludacris) - Yeah!
- Beyoncé - Naughty Girl
- Black Eyed Peas - Hey Mama
- Missy Elliott - I'm Really Hot
- Britney Spears - Toxic

### Miglior video rock
- Jet - Are You Gonna Be My Girl
- The Darkness - I Believe in a Thing Called Love
- Evanescence - My Immortal
- Hoobastank - The Reason
- Linkin Park - Breaking the Habit

### Miglior artista esordiente
- Maroon 5 - This Love
- The Darkness - I Believe in a Thing Called Love
- Jet - Are You Gonna Be My Girl
- JoJo - Leave (Get Out)
- Kanye West (featuring Syleena Johnson) - All Falls Down
- Yellowcard - Ocean Avenue

### Miglior regia
- Jay-Z - 99 Problems
- No Doubt - It's My Life
- OutKast - Hey Ya!
- Steriogram - Walkie Talkie Man
- White Stripes - The Hardest Button to Button

### Miglior coreografia
- Black Eyed Peas - Hey Mama
- Beyoncé - Naughty Girl
- Missy Elliott - I'm Really Hot
- Sean Paul - Like Glue
- Usher (featuring Lil Jon & Ludacris) - Yeah!

### Migliori effetti speciali
- OutKast - Hey Ya!
- Incubus - Megalomaniac
- Modest Mouse - Float On
- Steriogram - Walkie Talkie Man
- White Stripes - The Hardest Button to Button

### Miglior direzione artistica
- OutKast - Hey Ya!
- Alicia Keys - You Don't Know My Name
- No Doubt - It's My Life
- Steriogram - Walkie Talkie Man
- Yeah Yeah Yeahs - Maps

### Miglior montaggio
- Jay-Z - 99 Problems
- Jet - Are You Gonna Be My Girl
- Simple Plan - Perfect
- White Stripes - The Hardest Button to Button
- Yeah Yeah Yeahs - Maps

### Miglior fotografia
- Jay-Z - 99 Problems
- Christina Aguilera - The Voice Within
- Beyoncé - Naughty Girl
- No Doubt - It's My Life
- Yeah Yeah Yeahs - Maps

### Video innovativo
- Franz Ferdinand - Take Me Out
- Modest Mouse - Float On
- New Found Glory - All Downhill From Here
- Steriogram - Walkie Talkie Man
- Kanye West feat. Syleena Johnson - All Falls Down
- White Stripes - The Hardest Button to Button

### Scelta del pubblico
- Linkin Park - Breaking the Habit
- Christina Aguilera - The Voice Within
- Good Charlotte - Hold On
- Simple Plan - Perfect
- Yellowcard - Ocean Avenue

### MTV2 Award
- Yellowcard - Ocean Avenue
- Elephant Man - Pon De River, Pon De Bank
- Franz Ferdinand - Take Me Out
- Modest Mouse - Float On
- Twista feat. Kanye West, Ja Rule & Jamie Foxx - Slow Jamz
- Yeah Yeah Yeahs - Maps

### Miglior colonna sonora di un videogioco
- Tony Hawk's Underground
- Madden NFL 2004
- Need for Speed Underground
- SSX 3
- True Crime - Streets of LA